# Perşembe
Perşembe là một huyện thuộc tỉnh Ordu, Thổ Nhĩ Kỳ. Huyện có diện tích 237 km² và dân số thời điểm năm 2007 là 34259 người, mật độ 145 người/km².